# Seedorf (Berno)
Seedorf – gmina (niem. Einwohnergemeinde) w Szwajcarii, w kantonie Berno, w regionie administracyjnym Seeland, w okręgu Seeland. 

## Demografia
W Seedorfie mieszkają 3 134 osoby. W 2020 roku 7,5% populacji gminy stanowiły osoby urodzone poza Szwajcarią.

## Transport
Przez teren gminy przebiegają autostrada A6 oraz drogi główne nr 235, nr 236 i nr 251.